# Quilles de Plougastel-Daoulas
Le jeu de quilles de Plougastel-Daoulas est un jeu de quilles joué dans la commune de Plougastel-Daoulas, dans le Finistère, en Bretagne.
Le jeu de quilles de Plougastel-Daoulas est inscrit à l’Inventaire du patrimoine culturel immatériel en France.

## Historique
Il semble que le jeu soit assez ancien et rentre dans l’inventaire des nombreux jeux de quilles pratiqués dès le XIXe siècle dans la région. Il fut probablement créé à la suite d'une réaction identitaire de quartier ou de village par rapport aux autres jeux de quilles. Il était encore fortement pratiqué au XXe siècle. Aujourd’hui, il l’est un peu moins, mais on a toujours l’occasion d’y jouer quatre ou cinq fois par an dans la commune de Plougastel-Daoulas pour les fêtes de quartier par exemple.

## Description
Ce jeu de quille est aussi un jeu d'argent. En effet, il est coutume de jouer pour une mise. Naturellement, plus il y a de joueurs, plus la mise est élevée, puisque la mise de départ doit être suivie par tous ceux qui s’engagent. Chaque joueur a droit à un lancer, mais pas en direction des quilles cependant. Il doit envoyer sa boule le long d’une paroi de bois en U, la boule doit longer cette paroi et finir le U en s’élançant dans les quilles. 
Chaque quille renversée vaut un point. Lorsque tous les joueurs ont effectué leur lancer, le gagnant est désigné par le nombre de points le plus élevé. Dès lors, il peut choisir de prendre l’argent, ou de relancer une partie. Chaque joueur voulant rejouer doit alors donner la somme du butin, sauf dans le cas d’une égalité. Dans ce cas-là, soit les joueurs ex-æquo se partage la cagnotte, soit ils la remettent en jeu, et chaque nouveau joueur doit miser la somme de la mise divisée par le nombre d’ex-æquo. Ainsi, la somme d’argent peut monter très haut. 